# Кайда, Владимир Никитович
Влади́мир Ники́тович Ка́йда (14 августа 1920, Крючки, Харьковская губерния — 4 марта 1984, Новороссийск, Краснодарский край) — участник Великой Отечественной войны, моряк-черноморец, Герой Малой Земли, почётный гражданин г. Дружковка. Участник высадки десанта на Малую землю под командованием Цезаря Куникова.
Награждён орденом Отечественной войны I степени и двумя орденами Красной Звезды.

## Биография
Родился в крестьянской семье в селе Крючки Купянского района Харьковской области. Учился в Харьковском ФЗУ. Работал токарем на электромеханическом заводе в Харькове, одновременно учился на рабфаке. В 1937 году его семья переехала в Дружковку.
В 1939 году Владимира Никитовича призвали в ряды Красной Армии. Перед войной он окончил училище Днепропетровской военной флотилии. Восемь лет прослужил мотористом-дизелистом на боевых кораблях трёх флотов — Черноморского, Северного, Балтийского, а также Днепровской и Азовской военных флотилий. Из них шесть провоевал: четыре года в боях с немецко-фашистскими захватчиками, а два послевоенных — с морскими минами на Балтике.
На фронте с первых дней войны — 22 июня 1941 года, в 4 часа утра, вступил в бой с немецкими самолётами. Участвовал в боях за пять городов-героев: Киев, Одессу, Севастополь, Новороссийск, Керчь.
Участвовал в четырёх морских десантах: 22 сентября 1941 года участвовал в одной из первых десантных операций в составе 3-го полка морской пехоты в районе у села Григорьевка под Одессой, здесь был тяжело ранен и вывезен в госпиталь на кавказское побережье (товарищам показалось, что он убит, о чём сообщили матери, а что жив, обнаружили бойцы уже другого подразделения). После госпиталя воевал на Малой земле в составе десанта морской пехоты. Получил тринадцать ран. После освобождения Новороссийска опять попал в госпиталь. После излечения Владимира Кайду направили мотористом на гвардейский крейсер «Красный Кавказ», 4 февраля 1943 года — на «Малую землю» под Новороссийском, 10 сентября 1943 года — в порт Новороссийск; 1 ноября 1943 года — в Керчь.
14 марта 1944 года попал он служить в Архангельск в спецкоманду по перегону кораблей типа «Либерти» из США через Англию в СССР. На пути следования конвоя у острова Медвежий их подкараулили 12 немецких подлодок. Корабль, на котором был Кайда, торпедировала немецкая субмарина и Кайда оказался в ледяной воде, где смерть наступает в считанные минуты. Кайду зацепили багром с подошедшего английского фрегата и подняли на палубу. Через несколько дней он оказался в госпитале Глазго. Выписавшись из госпиталя, попал на английский линкор «Роял Соверин». На линкоре был спущен британский флаг и поднят советский военно-морской флаг. Корабль получил новое название — «Архангельск». 28-го августа он пришёл в Полярный.
В феврале 1945 года в составе спецкоманды оказывается на Нью-Йоркской военно-морской базе, на острове Бруклин. Спецкоманде предстояло получить 12 электромагнитных тральщиков.
В 1945 году в Балтийском море Владимир Никитович занимался боевым тралением мирных фарватеров.
1948, 8 января — 1970, 23 июля — работал на Метизном заводе в г. Дружковка, Донецкой области.
В 1970 году переехал в Новороссийск, где ему выделили квартиру на улице Героев-Десантников. Живя в Новороссийске, вёл очень активную социальную жизнь, посещая все памятные мероприятия; встречался со школьниками и студентами, рассказывая о войне.
После тяжёлой операции в 1974 году в областной клинике им. Калинина в Донецке пел песню своей жене Ольге:

 «…А вернусь домой я весь израненный

Ты не плачь, глядя на костыли,

Зато грудь увешана медалями

И в ефрейторы меня произвели…»
В 1975 году находился в Краснодарском военном госпитале. Здесь результаты его лечения, а также личное знакомство с Леонидом Ильичом Брежневым повлияли на судьбу препарата Бализ-2.
Умер и похоронен в 1984 году в городе Новороссийске, на кладбище, расположенном на улице Леселидзе (ранее Солнечной).

## Награды
1945 — орден Отечественной войны I степени(моторист 3-го класса ТЩ-182 отр. ТЩ типа «ВМС» 1 КБТР БФ краснофлотец Кайда награждён за участие в боях за Одессу, Севастополь, Керчь, Тамань, Новороссийск и обеспечение уничтожения 7 неконтактных мин при боевом тралении на КБФ в районе Кольберга и Свинемюнде).
1943 — орден Красной Звезды (боец ООСНАЗ НВМБ ЧФ краснофлотец Кайда награждён за участие в десанте Куникова, в частности за уничтожение ДОТа и его расчёта гранатами, уничтожение из личного оружия 7 солдат противника и вынос с поля боя под огнём противника 5 тяжелораненных солдат).
1943 — орден Красной Звезды (автоматчик 393-й Новороссийской ОБМП краснофлотец Кайда награждён за уничтожение при освобождении Новороссийска 4 солдат и 1 снайпера противника).
медаль «За оборону Одессы»
медаль «За оборону Советского Заполярья»
медаль «За победу над Германией»
юбилейные медали

## Память

Памятник обороне Малой Земли, г.Новороссийск.

- Памятная доска — установлена на фасаде административного здания Дружковского метизного завода.
- Образ В. Н. Кайды увековечен в Новороссийске на памятнике «Матрос с гранатой»[10][11] и на «Памятнике неизвестному матросу»[12].
- В повестях Георгия Соколова «Судьба матроса» и «Быль о матросе Кайде и его товарищах».